# Lepismium houlletianum
Lepismium houlletianum är en kaktusväxtart som först beskrevs av Lem., och fick sitt nu gällande namn av Barthlott. Lepismium houlletianum ingår i släktet Lepismium och familjen kaktusväxter. Inga underarter finns listade i Catalogue of Life.

## Bildgalleri

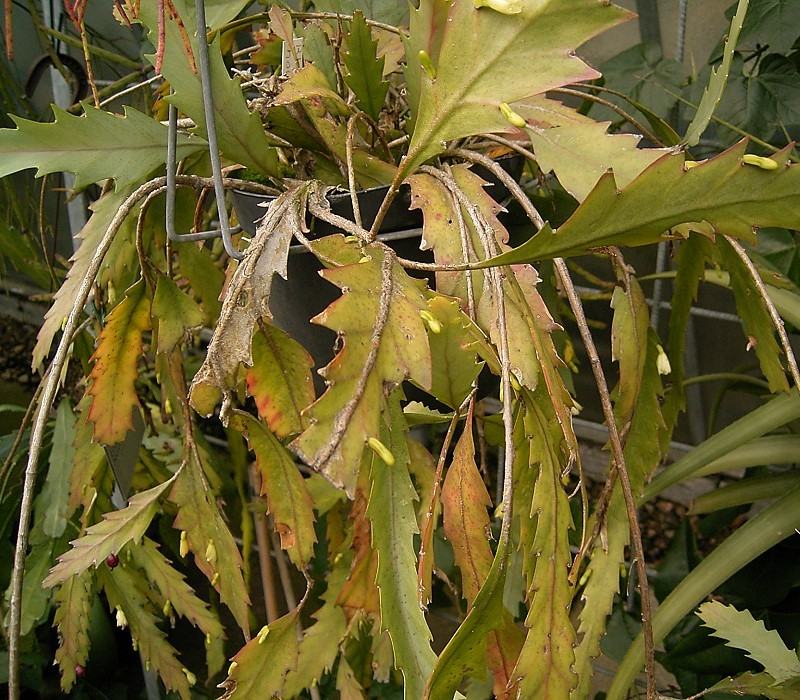
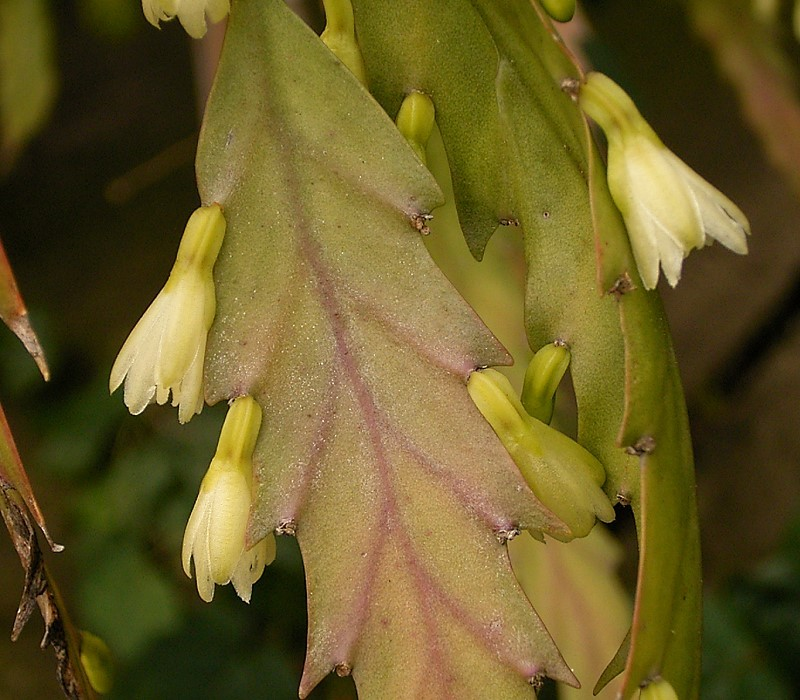
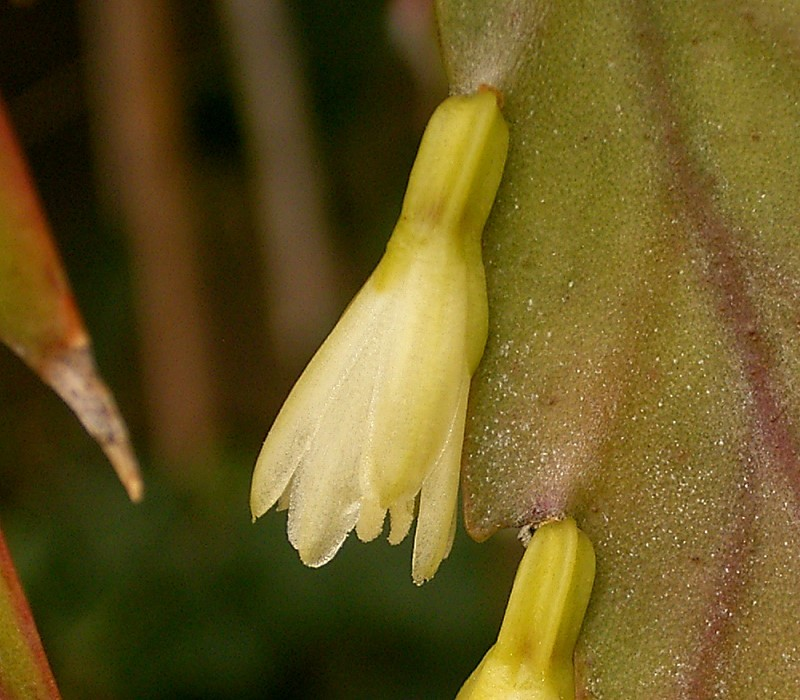
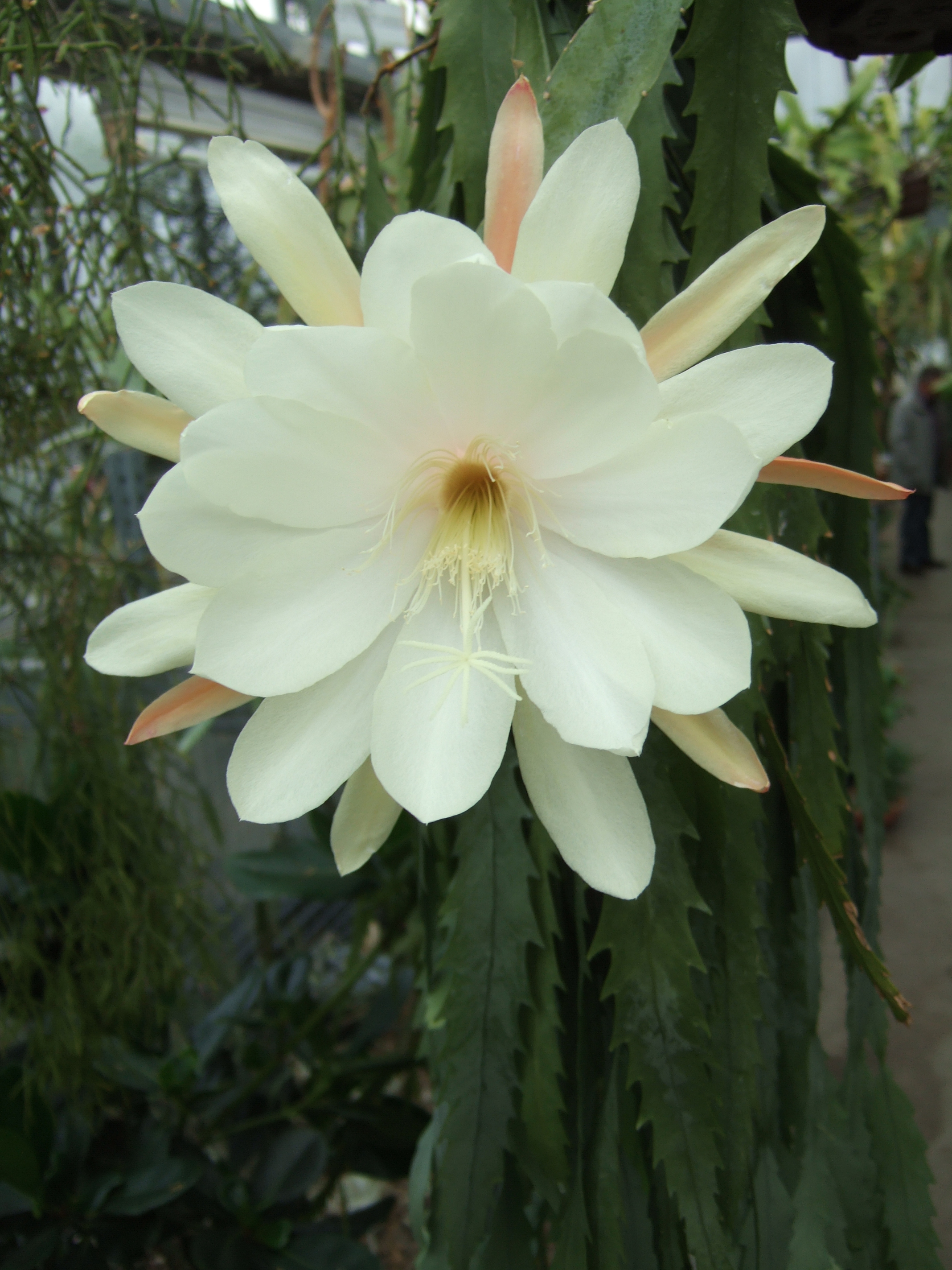
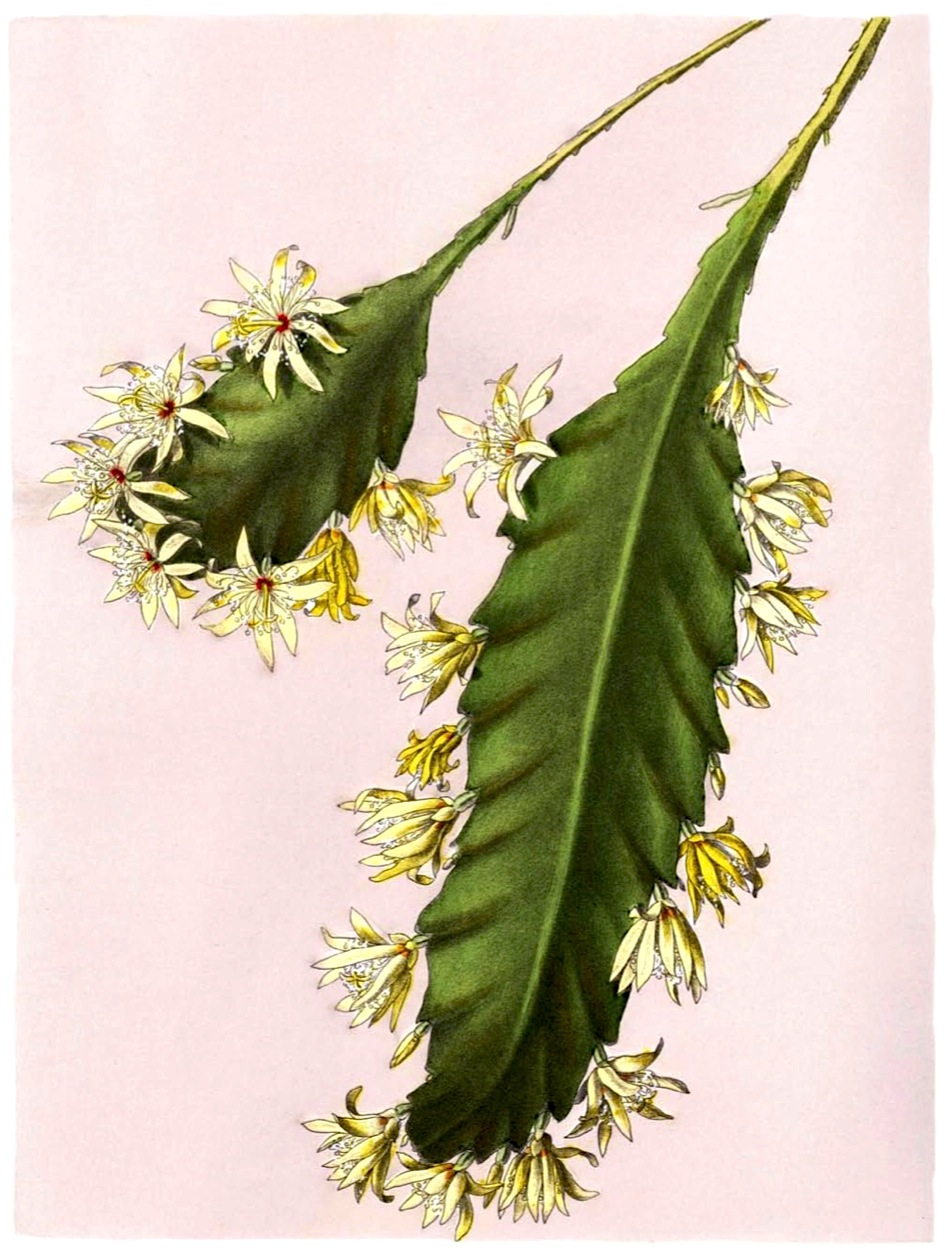
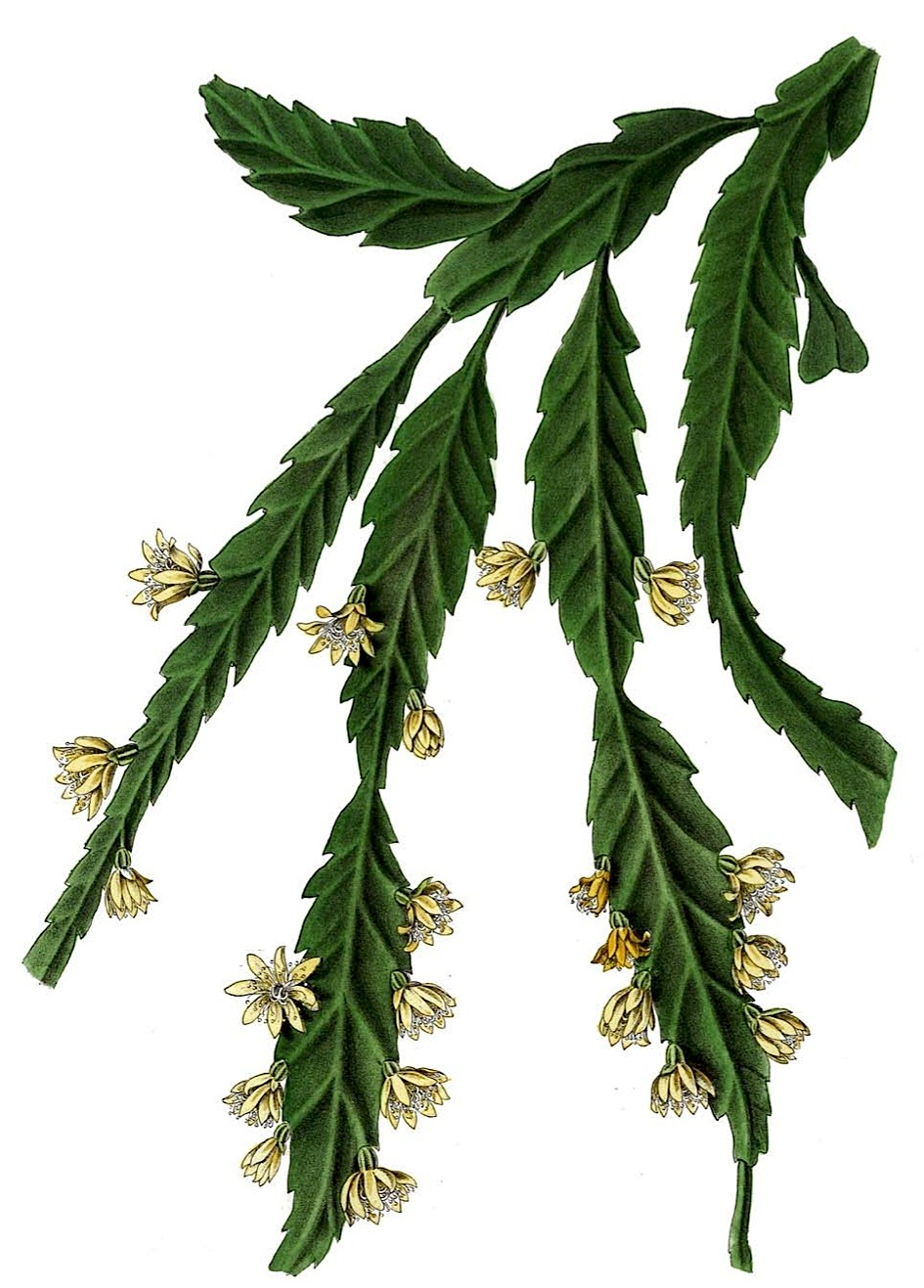